# Zanthopsidae
Zanthopsidae is een familie van fossiele krabben uit de superfamilie Carpilioidea en omvat de volgende geslachten: 
- Fredericia  † Collins & Jakobsen, 2003
- Harpactocarcinus  † A. Milne-Edwards, 1862
- Harpactoxanthopsis  † Vía, 1959
- Martinetta  † Blow & Manning, 1997
- Neozanthopsis  † Schweitzer, 2003
- Zanthopsis  † M’Coy, 1849